# Drabivți, Zolotonoșa
Drabivți (în ucraineană Драбівці) este localitatea de reședință a comunei Drabivți din raionul Zolotonoșa, regiunea Cerkasî, Ucraina. În secolul al XIX-lea, satul făcea parte din volostul Velîkîi Hutir, uezdul Zolotonoșa.

## Demografie
Componența lingvistică a localității Drabivți
     Ucraineană (98,13%)
     Rusă (1,58%)
     Alte limbi (0,14%)
Conform recensământului din 2001, majoritatea populației localității Drabivți era vorbitoare de ucraineană (98,13%), existând în minoritate și vorbitori de rusă (1,58%).